# Petros (pélican)
Ne doit pas être confondu avec L'Extraordinaire Petros.
Petros est un grand pélican blanc qui était la mascotte officielle de l'île grecque de Mykonos.

## Histoire
En 1958, un pélican blessé est retrouvé au large de Mykonos par un pêcheur local. Le pélican est soigné et reste sur l'île avec le soutien des habitants. Il est rapidement adopté et reçoit le nom de « Petros », comme une blague parmi les locaux, car « petro » en grec signifie « rocher » ou « pierre », mais métaphoriquement « vieux et grincheux ». Petros est heurté et tué par une voiture en décembre 1985.

## Postérité

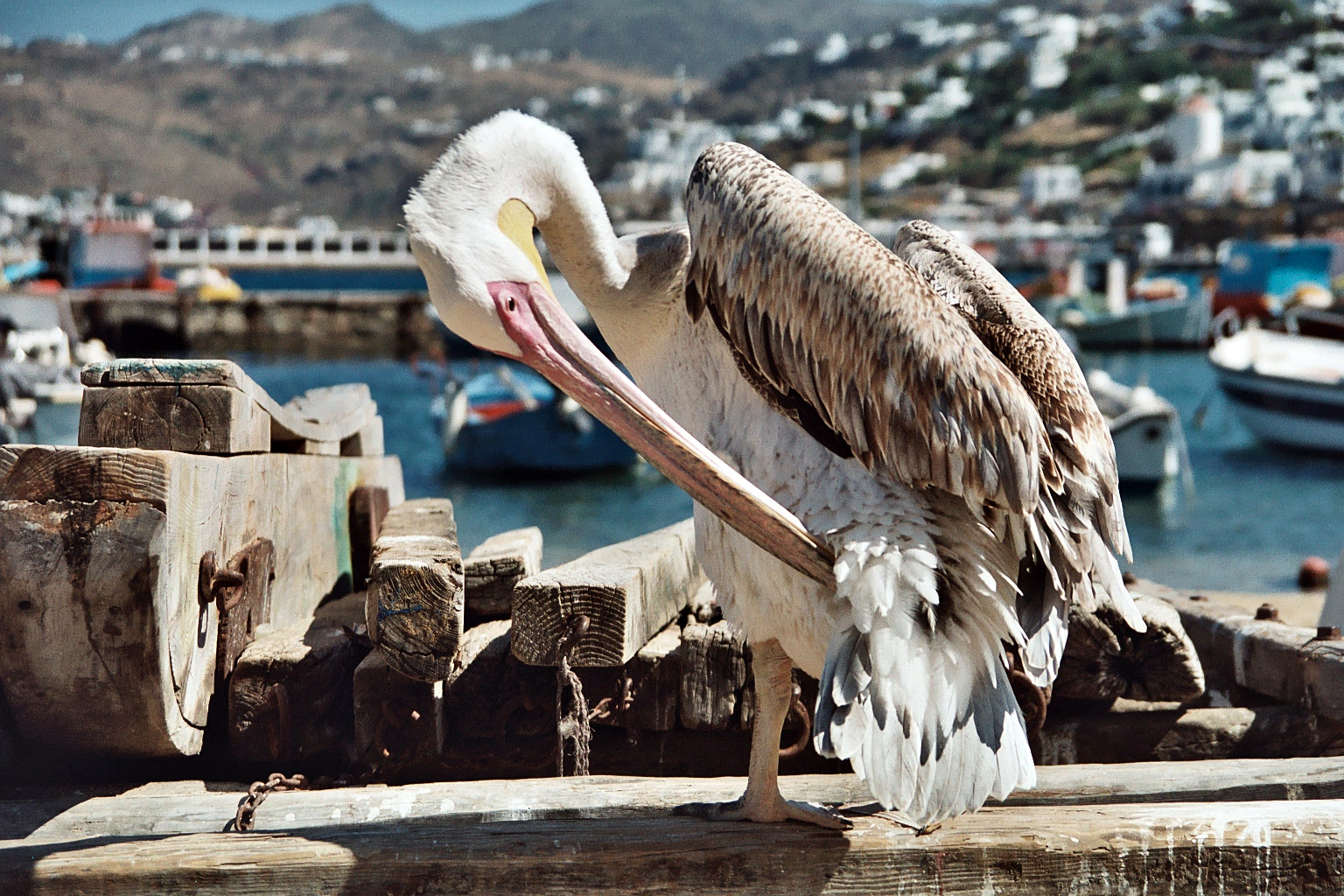
Petros (le deuxième).

Par la suite, trois nouveaux pélicans élisent domicile autour de la ville principale de Mykonos. L'un d'eux, à titre honorifique, reçoit aussi le nom de « Petros ».